# Braunsapis angolensis
Braunsapis angolensis är en biart som först beskrevs av Cockerell 1933.  Braunsapis angolensis ingår i släktet Braunsapis och familjen långtungebin. Inga underarter finns listade.